# حمامات الخليفة
حمامات الخليفة (بالإنجليزية: Caliphal Baths) هي عبارة عن حمامات إسلامية مكونة من مجموعة غرف ذات جدران مصنوعة من الكتل الحجرية الصلبة، تقع في قرطبة في إسبانيا، شيدت في القرن الحادي عشر واستخدمت من قبل حكام المرابطين والموحدين.

## التاريخ

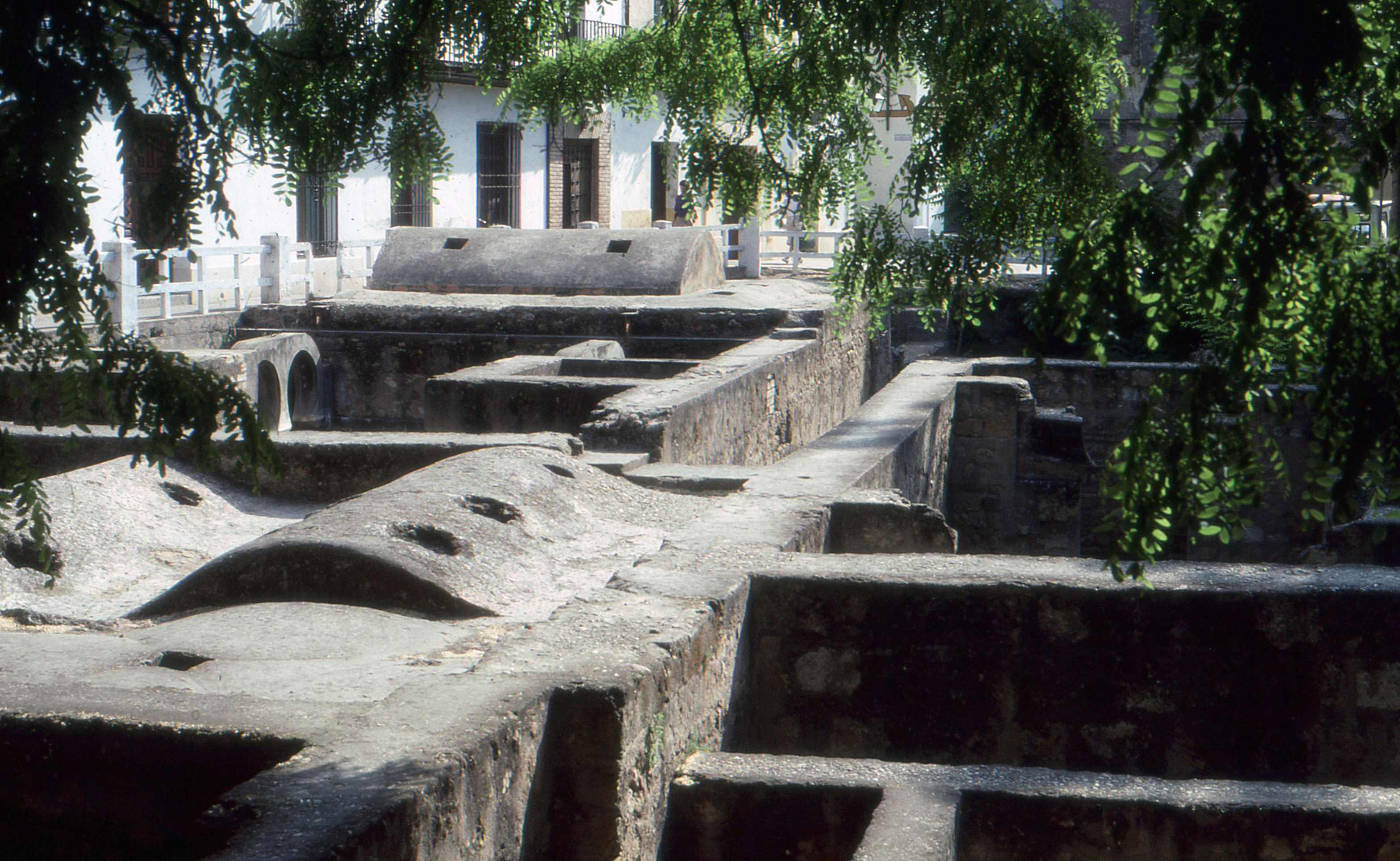
بقايا الحمامات القديمة قبل إعادة تطويرها كمتحف

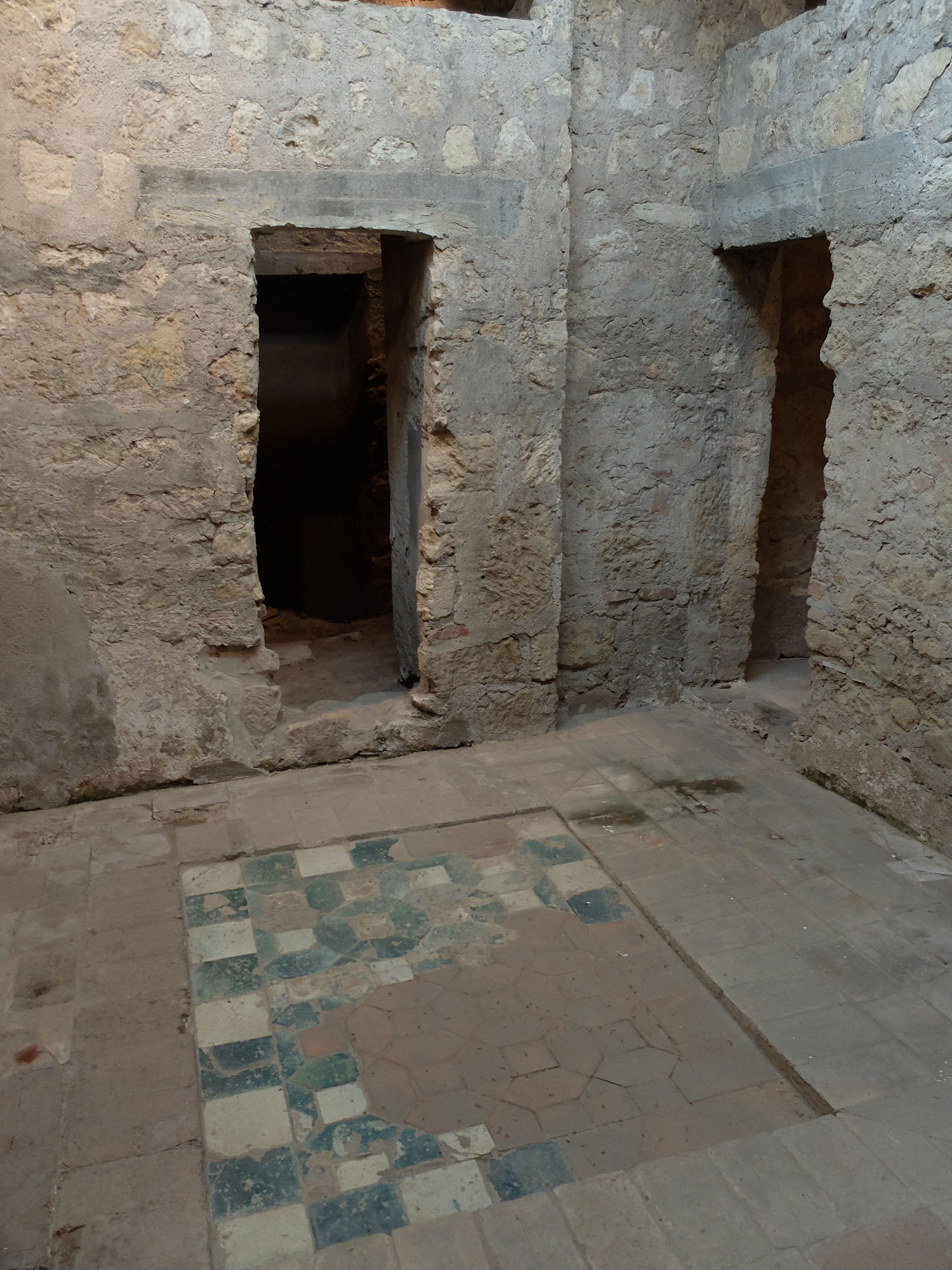
الغرفة الباردة التي تعود إلى عهد الموحدين

تقع في المركز التاريخي لمدينة قرطبة الذي أدرجته منظمة اليونسكو ضمن مواقع التراث العالمي في عام 1994، وبالقرب من مباني قصور الخلافة الأموية السابقة، وهي اليوم مفتوحة كمتحف.
في عام 1691 تم الكشف عن بقايا الحمامات بالصدفة أثناء أعمال البناء في الساحة.
لا تزال الألواح الجصية المزخرفة ذات التصميمات الزهرية والنقوش العربية الأندلسية موجودة وهي معروضة الآن في المتحف الأثري.

## مدخل الحمامات

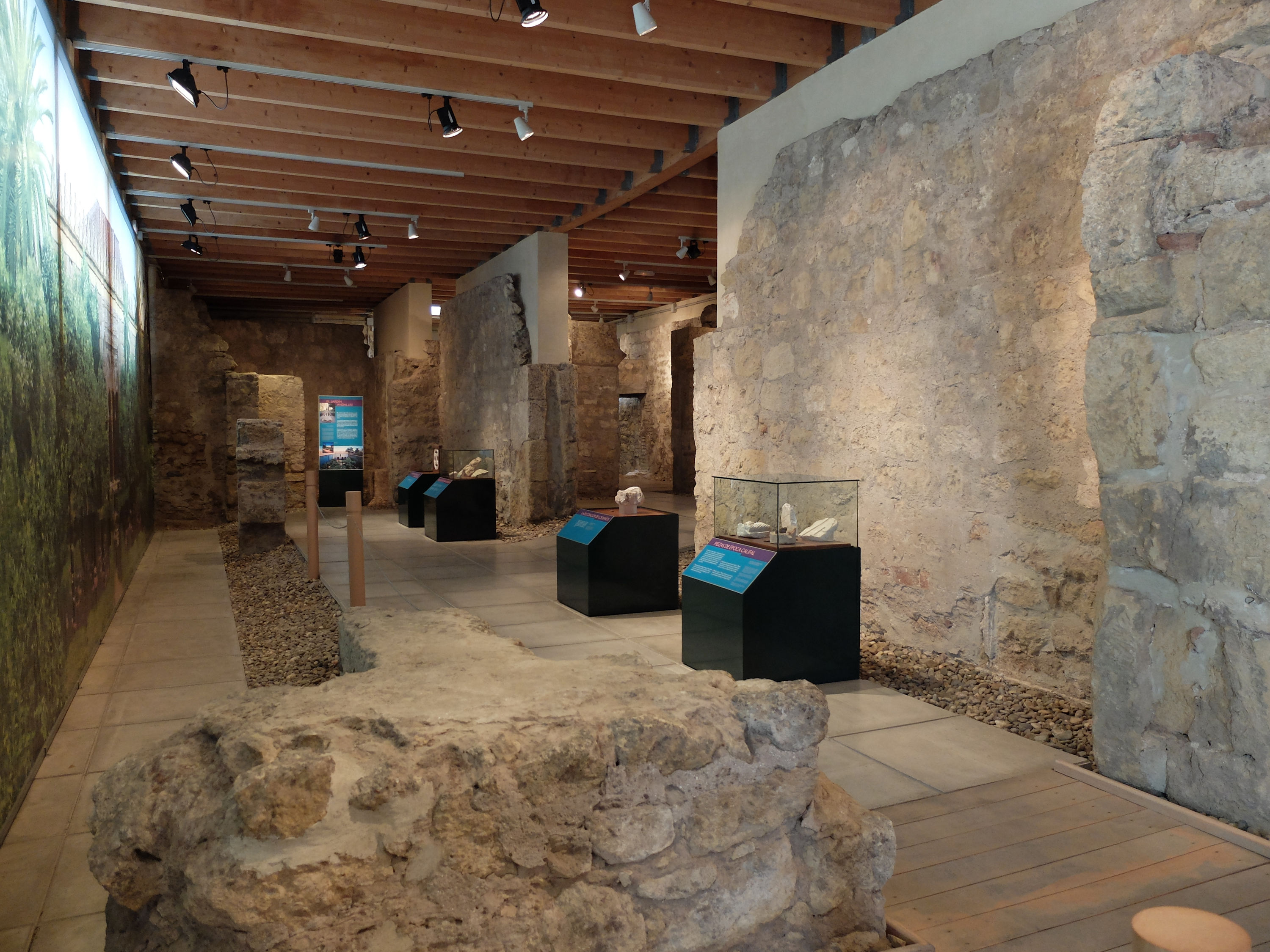
مدخل الحمامات والذي مدخل المتحف

الدخول إلى حمامات الخلافة كان يتم من الجنوب عند القصر، والزوار يصلون أولاً إلى غرفة تغيير الملابس الكبيرة، والمدخل محاط بحديقة تؤدي إلى رواق والذي بدوره يؤدي إلى قاعة استقبال مزخرفة ومزروعة بأشجار البرتقال والليمون، والماء يُجلب إلى الحمامات من القناة المائية على طول أسوار المدينة ويُخزن أيضًا في خزان.

## الحمامات الأصلية فترة الخلافة الأموية
كانت تتكون من ثلاث غرف رئيسية مرتبة بالتوازي : غرفة تغيير الملابس، والغرفة الباردة، والغرفة الدافئة، والغرفة الساخنة.
المراحيض العامة تقع بالقرب من الغرفة الباردة، حيث تغسل المياه الجارية تحت الأرض الفضلات.
- الغرفة الباردة يزورها المستحمون أولاً، ثم ينتقلون بالتدريج إلى الغرفة الدافئة ثم الغرفة الساخنة، التي كان الغرض منها التنظيف والتطهير، ويتم تنظيف الزوار بالفرك والتدليك من قبل موظفي الحمام، كما كان شائعًا في الحمامات الإسلامية الأخرى.

- الغرفة الدافئة: وهي الغرفة الأكبر وتشغل حوالي 40٪ من المساحة الإجمالية لغرف الاستحمام، وهو النظام المتبع في الحمامات الأخرى في الأندلس، مغطية بسقف مقبب مركزي كبير محاط بأقسام أصغر وترتكز على أعمدة رخامية ذات تيجان مزخرفة بين أقواس تشبه حدوة الحصان، والأسقف مثقوبة بفتحات على شكل نجمة لتوفير بعض الإضاءة، الأرضيات والجدران السفلية مغطاة بالرخام، والجدران العلوية مكسوة ببطانة مقاومة للبخار، وتميزت الغرفة ببعض الزخارف الهندسية ولم يتبقى منها اليوم إلا القليل.[6]

- الغرفة الساخنة: وهي الغرفة الأصغر ذات مساحة مستطيلة مغطاة بقبو أسطواني مميز بعمود بين قوسين على شكل حدوة حصان، وعلى الجانب الغربي جدار شبكي من الرخام، خدمات الحمامات منخفضة عن الغرف الأخرى وتحتوي على الأفران التي توفر الماء الساخن لغرف البخار.[7]

## الحمامات فترة الدولة الموحدية
تقع إلى الغرب من مجمع حمامات الخلافة، مكونة من مجموعة ثانية من الغرف الباردة والساخنة، يتم الوصول إليها من قاعة الاستقبال التي تعود إلى عصر الطوائف.

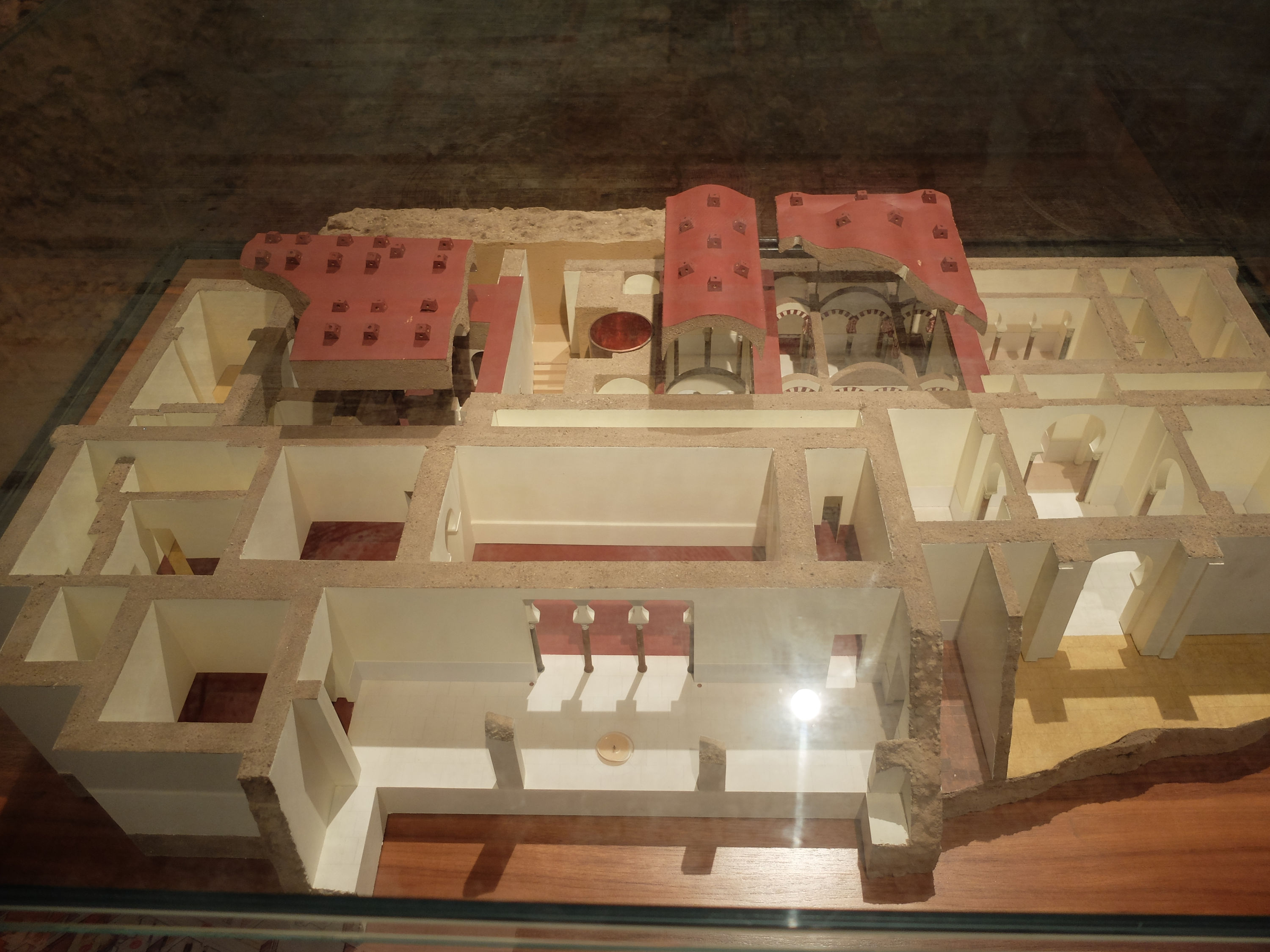
المتحف الذي يضم حمامات الخليفة

الغرف تشغل مساحة أصغر من غرف الحمامات الأصلية، وتتميز بأعمال الجبس ذات الزخارف الزهرية المتشابكة، والتي تم الحفاظ على أجزاء منها في المتحف الأثري في قرطبة.